# Esko Ollila
Esko Juhani Ollila (né le 14 juillet 1940 à Rovaniemi et mort le 1er décembre 2018 à Porvoo) est un banquier et un homme politique finlandais. 

## Biographie
Esko Ollila obtient une licence en droit en 1965 et reçoit le grade de juge suppléant en 1967.
Il travaille aux tribunaux de Laponie en 1965-1966, puis il est avocat à Rovaniemi en 1966-1967 et directeur général de la Caisse d'épargne de Rovaniemi en 1971-1975.
De 1967 à 1971, il a son propre cabinet d'avocats à Rovaniemi.
Esko Ollila est ministre des Finances du gouvernement Sorsa IV (1.2.1986-30.4.1987) et ministre du Commerce et de l'Industrie du gouvernement Sorsa III (19.2.1982-6.5.1983).
Ollila est directeur général de Kehitysaluerahasto Oy de 1975 à 1979, membre du conseil d'administration des Säästöpankkien Keskus-Osake-Pankki (fi) de 1979 à 1983 et membre du conseil d'administration de la Banque de Finlande de 1983 à 2000.
En outre, il est président du conseil de surveillance d'Enso-Gutzeit et membre des conseils de surveillance de Tervakoski Oy (fi) et Rantasipi Oy (fi).